# حكايات خرافية لغريم
حكايا للأطفال (بالألمانية: Kinder- und Hausmärchen)، مجموعة من الحكايا الخرافية الألمانية، نشرت أول مرة عام 1812 بواسطة الأخوين غريم (جاكوب غريم وولهالم غريم). وتُعرف هذه المجموعة اليوم باسم «حكايات خرافية لغريم» (بالألمانية: Grimms Märchen).

## التأليف
نشر المجلد الأول من الطبعة الأولى بمحتوى 86 قصة؛ وتضمن المجلد الثاني الذي صدر في 1814 حوالي 70 قصة. أما الطبعة الثانية فقد أصدر المجلدان عام 1819 والثالثة صدرت في 1822 بمجموع 177 قصة. ظهرت الطبعة الثالثة عام 1837 والرابعة عام 1840 والخامسة عام 1843 والسادسة عام 1850 والسابعة عام 1857.
أضيفت قصص جديدة كما ألغيت أخرى من طبعة إلى أخرى حتى الطبعة السابعة التي تضمنت 211 قصة. جميع القصص كانت مصوّرة حيث أضيفت الرسوم بواسطة فيليب غروت يوهان، وبعد وفاته عام 1892 تولى المهمة روبرت لينويبر.
كانت المجلدات الأولى عرضة لكثير من النقد، لأنها وعلى الرغم من كونها قصص موجهة للأطفال إلا أنها لم تعتبر مناسبة للأطفال، سواء من حيث المعلومات أو من حيث الموضوع.
طرأت تغيّرات كثيرة على القصص، على سبيل المثال، تحويل الأم الشريرة في الطبعة الأولى من قصة بياض الثلج وهانسل وغريتل إلى زوجة أب، لتكون أكثر ملاءمة. كما أزيلت بعض الإشارات الجنسية مثلما في قصة رابونزل عندما كانت تسأل ببراءة عن سبب ضيق ثوبها حول الخصر، وقد كانت تكشف بسذاجة لزوجة أبيها عن حملها وزيارات الأمير لها. في كثير من النواحي، زاد العنف في بعض القصص بالعنف وخاصة عندما يتم معاقبة الأشرار.
نشر الأخوان غريم مجلداً مصغراً عام 1825، وكان عبارة عن مختارات من 50 قصة صممت للقرّاء الأطفال. وقد صدر من هذا الإصدار عشر إصدارات ما بين عامي 1825 و1858.

## التأثير

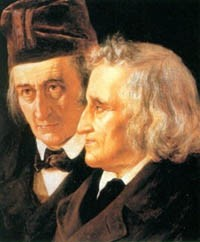
الأخوين غريم

كان تأثير هذه الكتب واسعاً. أشاد ويستن هيو أودن بالمجموعة أثناء الحرب العالمية الثانية باعتبارها إحدى الأعمال المؤسسة للثقافة الغربية. استخدمت هذه الحكايا لأغراض عديدة. فقد أشاد النازيون بالحكايا التي تظهر الأطفال ذوي الأصول العرقية النقية الذين يبحثون عن شركاء حياة ذوي أصول نقية أيضاً على سبيل المثال سندريلا والبطل كانا من أعراق نقية، وزوجة الأب كانت غريبة والأمير بغريزته كان قادراً على التمييز. الكتاب الذين كتبوا عن محرقة الهولوكوست ضمّنوا تلك الحكايا في مذكراتهم. مثلاً «جين يولين» في رواية «وردة الشوك».
كان عمل الأخوين غريم مصدر إلهام للعديد من جامعي الحكايا الآخرين، وكون عندهم اعتقاداً مماثلاً بروح الرومانسية القومية أن الحكايا الشعبية لبلد ما تمثّل ذلك البلد وتهمل تأثير الثقافات الأخرى. ومن هؤلاء المتأثرين بالإخوة غريم الروسي ألكسندر أفاناسييف والنرويجيين بيتر أسبيورنسن ويورغن مو والإنجليزي جوزيف جاكوبس وجرميا كورتين وهو أمريكي جمع الحكايا الإيرلندية.
في 20 ديسمبر عام 2012، كرّم محرك البحث غوغل الذكرى 200 لحكايا غريم الخرافية بوضع رسم رمزي شعار جوجل لإحدى الحكايا.

## قائمة بالحكايا الخرافية
تتضمن القائمة التالية أهم الحكايا التي تضمنها المجلد الأول:

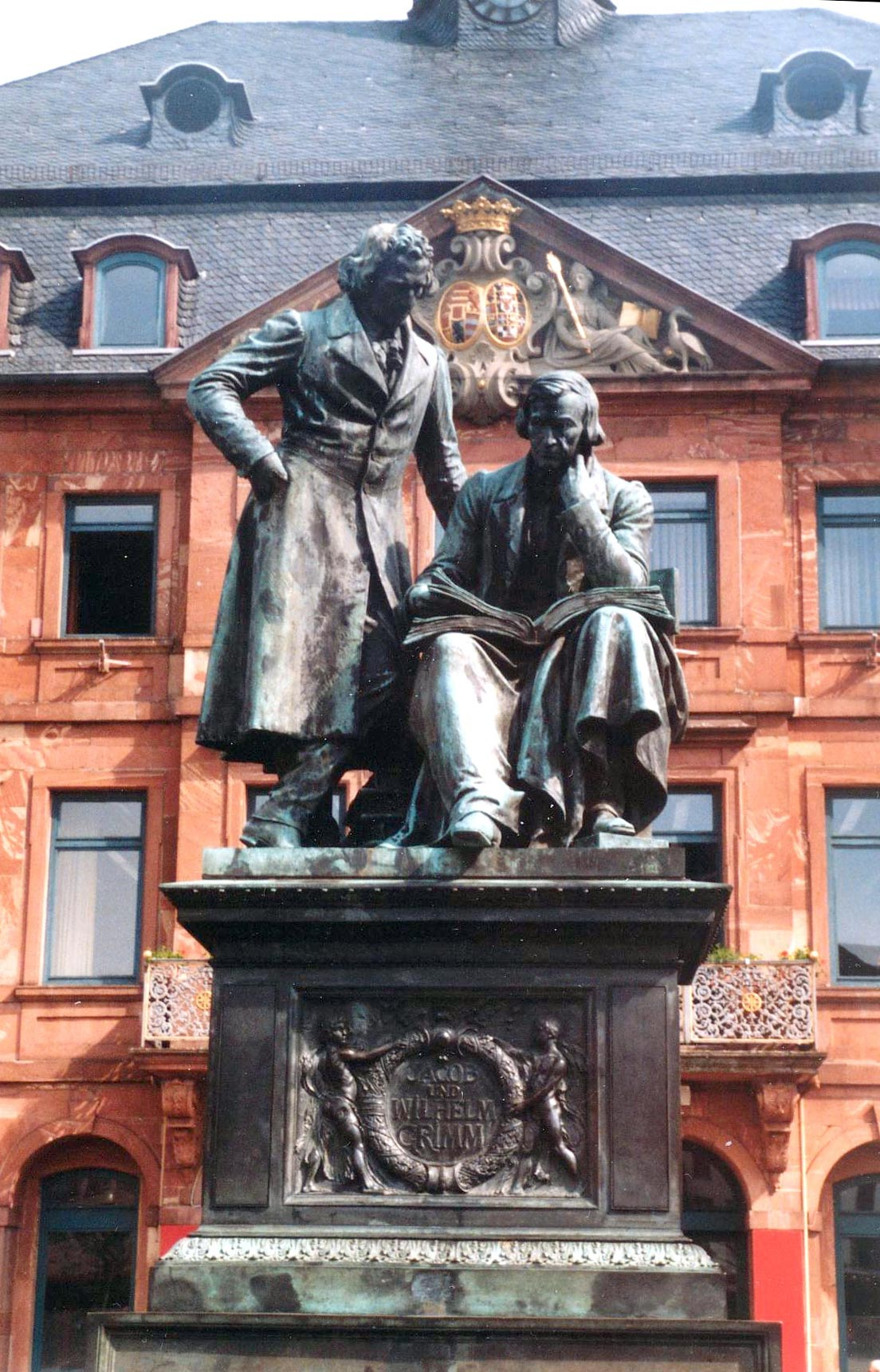
تمثال الأخوين غريم في سوق مدينة هاناو - هيسين - ألمانيا

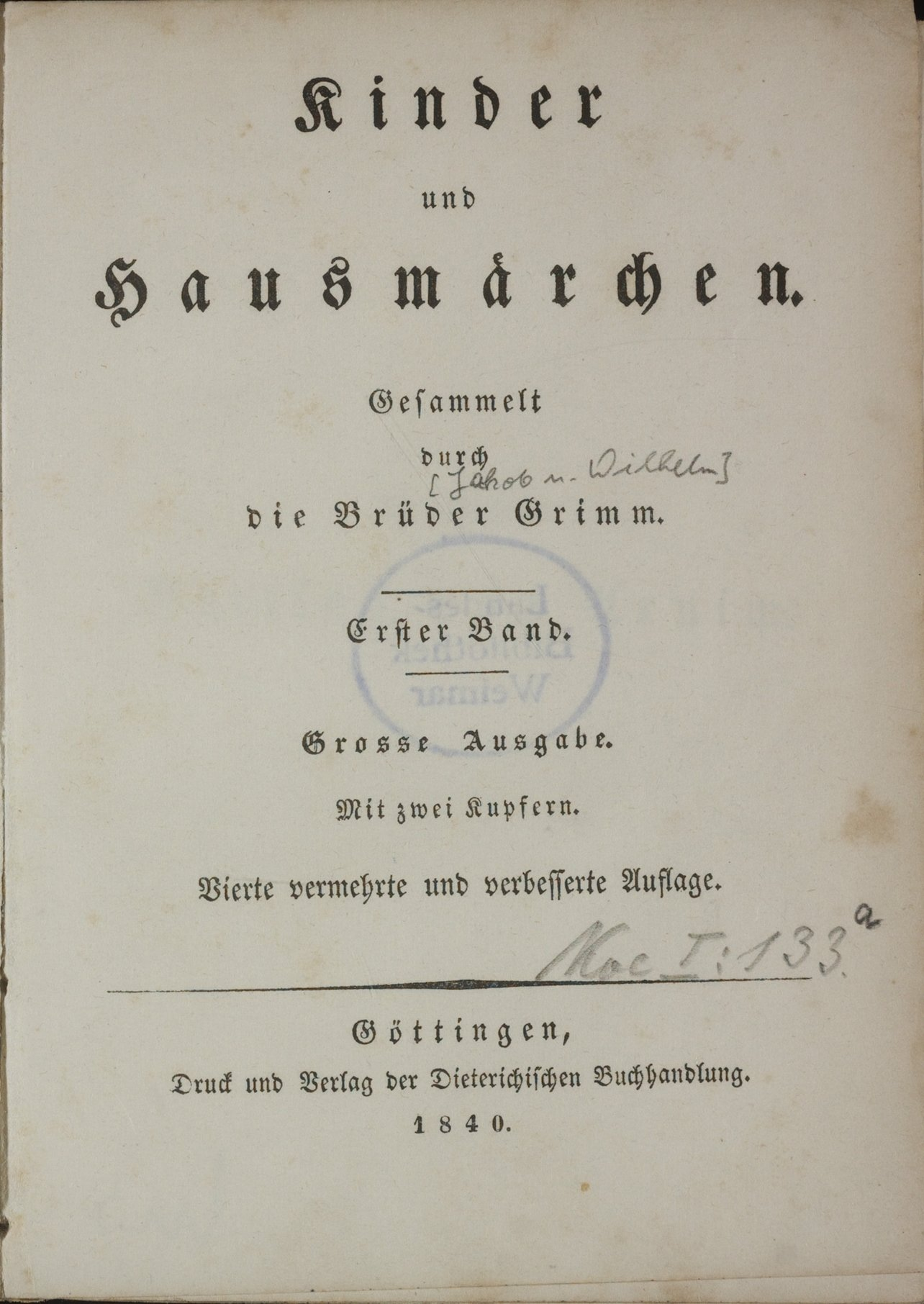
غلاف الكتاب الذي استخدم في الملجد الأول عام 1840، الطبعة الرابعة

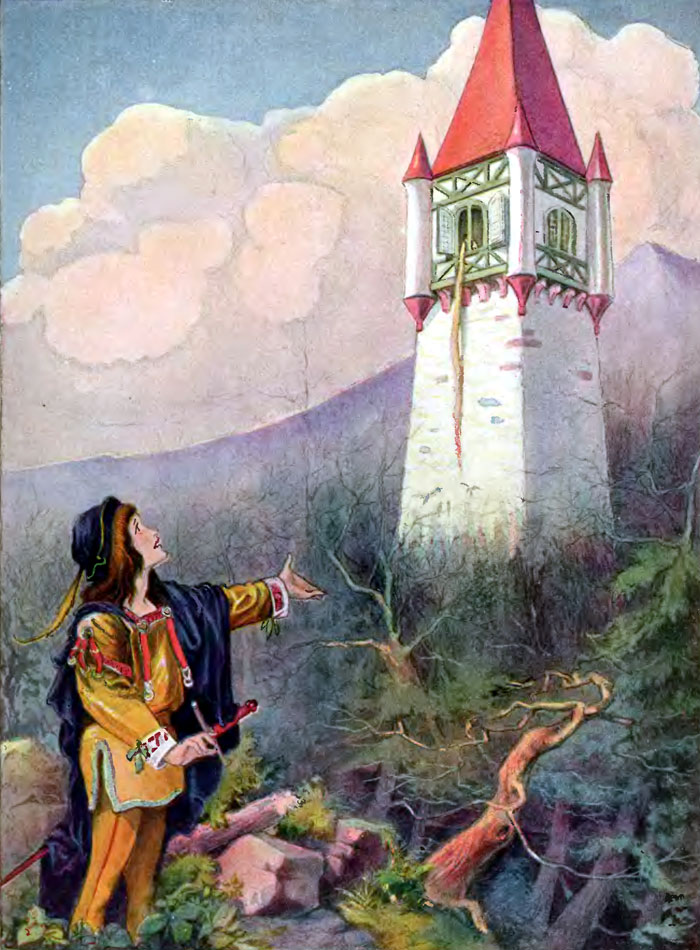
رسم توضيحي لحِكاية رابونزل، وهي أحد القِصص التي نقّحها فليهلم لتُصبِحَ أكثر موائمة للأطفال. رِسم اللوحة الفنّان جوني غروول.

| اسم القصة                             | اسم القصة باللغة الألمانية                           |
| ------------------------------------- | ---------------------------------------------------- |
| الذئب والصغار السبعة                  | Der Wolf und die sieben jungen Geißlein              |
| الأمير الضفدع (قصة)                   | The Frog King, or Iron Heinrich                      |
| شراكة بين قطة وفأرة                   | Katze und Maus in Gesellschaft                       |
| طفلة مريم                             | Marienkind                                           |
| قصة الشاب الذي خرج ليكتشف ما هو الخوف | Märchen von einem, der auszog das Fürchten zu lernen |
| الصفقة الجيدة                         | Der gute Handel                                      |
| العازف الماهر                         | Der wunderliche Spielmann                            |
| الإخوة الإثنا عشر                     | Die zwölf Brüder                                     |
| مجموعة من الصعاليك                    | Das Lumpengesindel                                   |
| أخ وأخت (قصة خرافية)                  | Brüderchen und Schwesterchen                         |
| رابونزل                               |                                                      |
| ثلاث رجال صغار في الغابة              | Die drei Männlein im Walde                           |
| النساجون الثلاثة                      | Die drei Spinnerinnen                                |
| هانسل وغريتل                          | Hänsel und Gretel                                    |
| ثلاث ورقات أفعوانية                   | Die drei Schlangenblätter                            |
| الأفعى البيضاء                        | Die weiße Schlange                                   |
| القشة والفحمة والفولة                 | Strohhalm, Kohle und Bohne                           |
| الصياد وزوجته                         | Von dem Fischer und seiner Frau                      |
| الخياط الصغير الشجاع                  | Das tapfere Schneiderlein                            |
| سندريلا                               | Aschenputtel                                         |
| اللغز (قصة)                           | Das Rätsel                                           |
| الفأر والعصفور وقطعة السجق            | Von dem Mäuschen, Vögelchen und der Bratwurst        |
| الأم هولي                             | Frau Holle                                           |
| الغربان السبعة                        | Die sieben Raben                                     |
| ذات الرداء الأحمر                     | Rotkäppchen                                          |
| عازفو بريمن                           | Die Bremer Stadtmusikanten                           |
| العظم المغني                          | Der singende Knochen                                 |
| الغول ذو الشعرات الذهبية الثلاث       | Der Teufel mit den drei goldenen Haaren              |
| القملة والبرغوث                       | Läuschen und Flöhchen                                |
| فتاة بدون يدين                        | Das Mädchen ohne Hände                               |
| هانز الفطن                            | Der gescheite Hans                                   |
| اللغات الثلاث                         | Die drei Sprachen                                    |
| إلسي الذكية                           | Die kluge Else                                       |
| خياط في الجنة                         | Der Schneider im Himmel                              |
| عقلة الأصبع                           |                                                      |
| طاولة الأمنيات                        | Tischchen deck dich                                  |
| زفاف السيدة فوكس                      | Die Hochzeit der Frau Füchsin                        |
| الجني والإسكافي                       | Die Wichtelmänner                                    |
| العريس اللص                           | Der Räuberbräutigam                                  |
| رامبيل ستيلتسكين                      | Rumpelstilzchen                                      |
| موت العراب                            | Der Gevatter Tod                                     |
| السلطان العجوز                        | Der alte Sultan                                      |
| شجرة العرعر (قصة خرافية)              | Von dem Machandelboom                                |
| البجعات السبعة                        | Die sechs Schwäne                                    |
| بياض الثلج                            |                                                      |
| الطائر الذهبي                         | Der goldene Vogel                                    |
| الجميلة النائمة                       | Dornröschen                                          |
| الفلاح الصغير                         | Das Bürle                                            |
| الإوزة الذهبية                        | Die goldene Gans                                     |
| ملكة النحل (قصة خرافية)               | Die Bienenkönigin                                    |
| القناصون الإثنا عشر                   | Die zwölf Jäger                                      |
| فردريك وكاثرين                        | Der Frieder und das Katherlieschen                   |
| الذئب والثعلب                         | Der Wolf und der Fuchs                               |
| الذئب الثرثار والثعلب                 | Der Fuchs und die Frau Gevatterin                    |
| الثعلب والقطة (قصة خرافية)            | Der Fuchs und die Katze                              |
| الوردي                                | Die Nelke                                            |
| غريتل الذكي                           | Die kluge Gretel                                     |
| العجوز وحفيده                         | Der alte Großvater und der Enkel                     |
| حورية البحر (قصة خرافية)              | Die Wassernixe                                       |
| هانز يتزوج                            | Hans heiratet                                        |
| الأطفال الذهبيون                      | Die Goldkinder                                       |
| الثعلب والإوزة                        | Der Fuchs und die Gänse                              |

## قصص لم تعد موجودة في الإصدار الأخير
- Das Birnli will nit fallen
- اللحية الزرقاء
- الأخوات الثلاثة
- الأميرة وحبة الفول
- الكسول والدؤوب
- القط ذو الحذاء
- القماش الجيد
- Die Hand mit dem Messer (The hand with the knife)
- هانز دم
- القديسة كوميرنيس
- Hurleburlebutz
- الغربان
- الأسد والضفدع
- قلعة القتل
- (The Okerlo)
- Prinzessin Mäusehaut (جلد الفأرة الأميرة)
- اللص وأولاده
- زهور الثلج
- الجندي والنجار
- الموت وراعي الإوز
- الحيوانات المؤمنة
- الحادث
- Vom Prinz Johannes (Fragment) (Of Prince Johannes)
- Vom Schreiner und Drechsler (من الصانع والخرّاط)
- Von der Nachtigall und der Blindschleiche (العندليب والدودة البطيئة)
- Von der Serviette, dem Tornister, dem Kanonenhütlein und dem Horn (Of the napkin, the knapsack, the Cannon guarding flax, and the Horn)
- Wie Kinder miteinander Schlachten gespielt haben (How children played slaughter with each other)
- Der wilde Mann (رجل البرية)
- الخان الغريب